# Paul Delvaux Museum

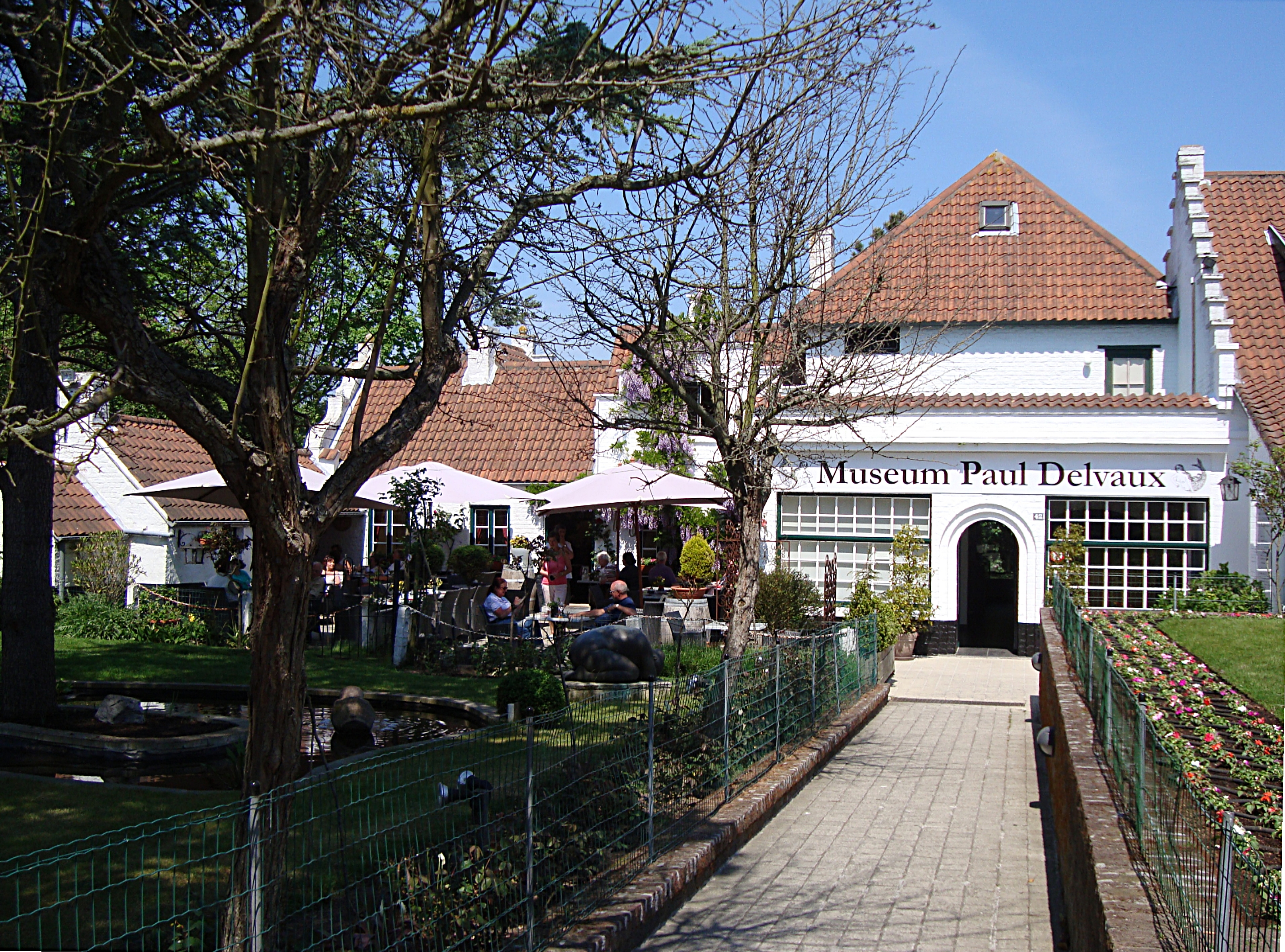
Paul Delvaux Museum

Het Paul Delvaux Museum of Museum Paul Delvaux in Sint-Idesbald bezit een grote kunstverzameling van de surrealistische kunstschilder Paul Delvaux.

## Geschiedenis
Het gebouw, Het Vlierhof, het voormalig huisje van de kunstenaar John Bakker, werd gekocht door de Stichting Paul Delvaux onder leiding van Paul Delvaux zelf. Het was een wit geschilderd vissershuisje met trapgevel en klokgeveltje. Het museum werd geopend in 1982 en openden in 1983 twee extra zaaltjes. In 1988 opende de eerste expositiezaal onder de grond. In 1997 openden nog meer ondergrondse zalen onder de parking voor het museum. 
Het museum wordt beheerd door de Stichting Paul Delvaux die opgericht werd in 1972.

## Permanente collectie
Het museum wil een overzicht bieden van de evolutie van het werk van Delvaux. Prenten, tekeningen, olies en aquarellen zijn maar een deel van de collectie. Ook is zijn Brussels atelier er op ware grootte nagebouwd en zijn er veel objecten te zien die door de kunstenaar en zijn echtgenote aan het museum zijn gelegateerd. Ook een reeks treinmodellen die in zijn opdracht werden gemaakt zijn te zien. 
In de videozaal kan men een montage van interviews, commentaren en overzicht van zijn werken zien.

## Externe links

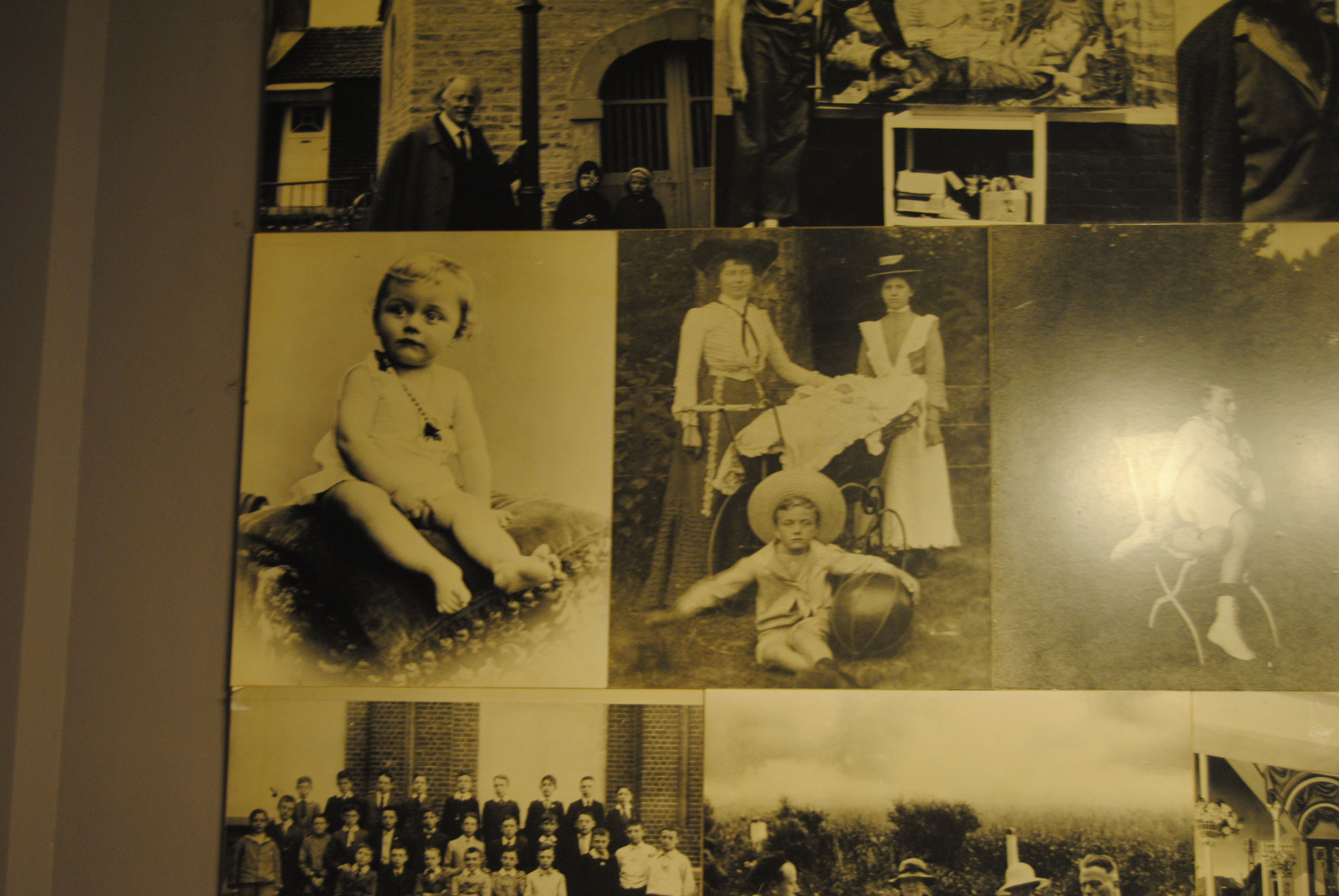
Fotowand in het museum
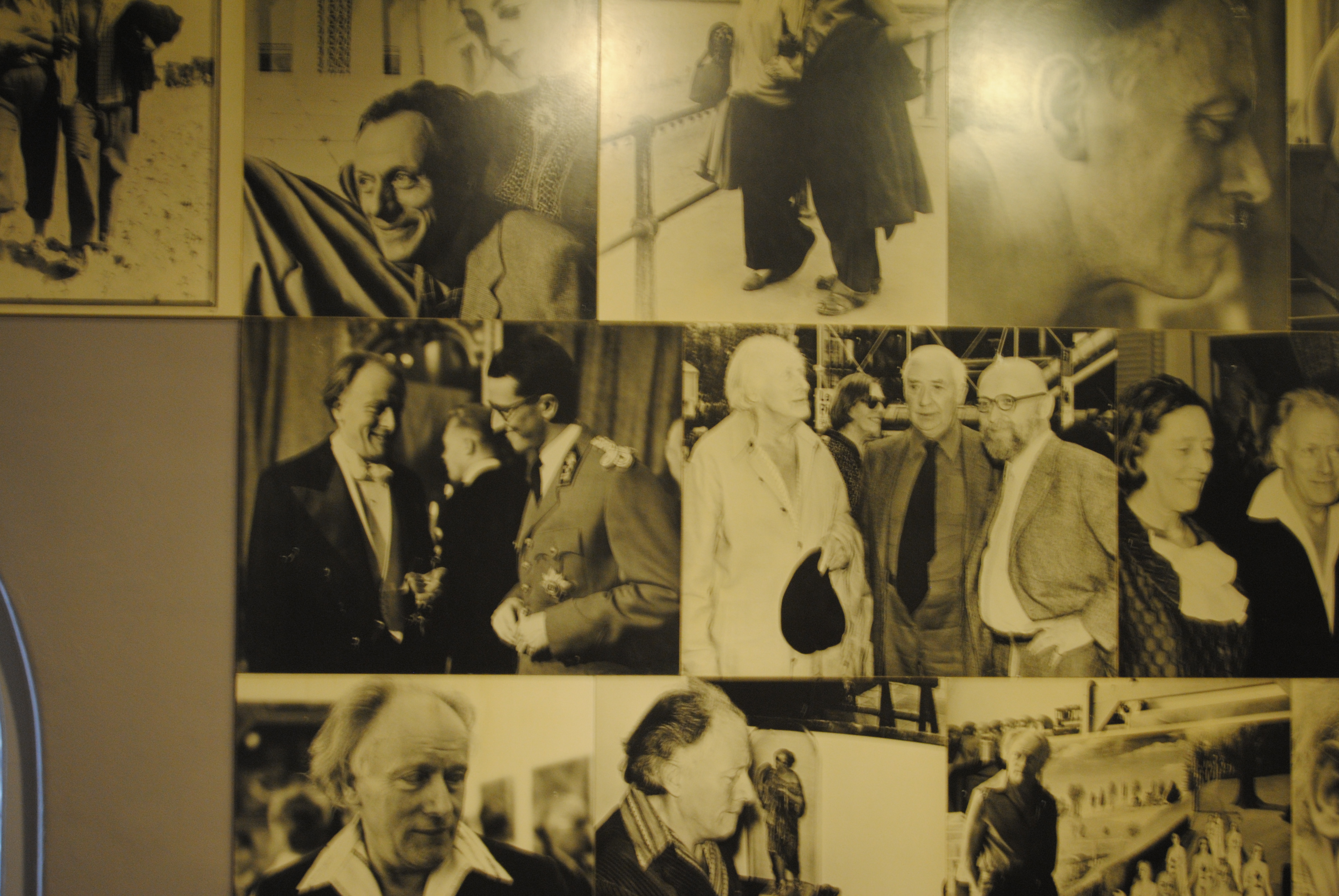
Fotowand in het museum

## Tijdelijke tentoonstellingen
- 2007/08: Odyssee van een droom
- 2016: Paul Delvaux en de Prenten